# James A. Herne
Pour les articles homonymes, voir Herne.
James Ahearn Herne, né le 1er février 1839 à Cohoes dans l'État de New York et mort le 2 juin 1901 à New York, est un dramaturge et acteur américain. Il est considéré par certains critiques comme le « Ibsen américain ».

## Œuvres

### Théâtre
- Within an Inch of his Life (en collaboration avec David Belasco)[3], 1879
- Marriage by Moonlight (en collaboration avec David Belasco)[3], 1879
- Hearts of Oak (en collaboration avec David Belasco), 1879
- The Minute Men, 1886
- Drifting Apart, 1888
- Margaret Fleming (en), 1890
- Shore Acres, 1893
- The Reverend Griffith Davenport, 1899, d'après le roman An Unofficial Patriot de Helen H. Gardener.
- Sag Harbor, 1900

### Essai
- Art for Truth's Sake, 1897